# Андон Митов
 Тази статия е за лекаря.  За художника вижте Антон Митов.  
Андон Илиев Митов е български учен лекар, кардиолог и паразитолог.

## Биография
Андон Митов е роден в 1909 година в големия български град Дойран, днес в границите на Северна Македония. Завършва медицина в Софийския университет в 1935 година и до 1946 година работи като лекар в град Свети Врач (днес Сандански), Ихтиманско и Пловдив. След това започва работа като асистент по вътрешни болести в Медицинския институт в Пловдив. В 1949 година е избран за доцент. Специализира вътрешни болести в Чехословакия в 1950, а от 1957 година е професор. Между 1953 и 1958 е заместник-ректор, а между 1964 и 1966 - ректор на института. Специализира в областта на кардиологията и паразитологията - антропозоонозите.
През 1974 година получава званието „Заслужил деятел на науката“. Многократно лично отказва да му бъде присъдено званието „Активен борец против фашизма и капитализма“.
Андон Митов умира в Пловдив в 1975 година.

## Памет
На професор Андон Митов е наречена улица в квартал „Васил Левски“ в София (Карта).